# Sisi Ntombela

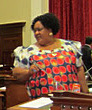
Sisi Ntombela (2011)

Sefora Hixsonia (Sonia) Ntombela, kurz Sisi Ntombela (geboren 1957 in Tweeling, Südafrikanische Union) ist eine südafrikanische Politikerin des African National Congress (ANC) und war bis Februar 2023 die Premierministerin der Provinz Freistaat.

## Leben
Sisi Ntombela wurde 1957 in der von Landwirtschaft geprägten Kleinstadt Tweeling geboren. Sie wuchs im Mafahlaneng-Township dieser Stadt, in einer Familie mit fünf weiteren Geschwistern auf und erhielt im Jugendalter bereits den Nicknamen „Sisi“. Ihre Schulzeit absolvierte sie an der Tweeling Combine School und im weiteren Verlauf an der Kganyeng Secondary School in Bethlehem, wo sie ihr Matric ablegte. Die Ausbildung zur Pädagogin machte sie am Bonamelo Training College in Phuthaditjhaba.
Ihre berufliche Praxis begann sie als Lehrerin in ihrer ehemaligen Grundschule, der Tweeling Combine School (Mafahlaneng, Lokalgemeinde Mafube). Durch eine Denunziation der Schulleiterin gab sie nach fünf Jahren ihren erlernten Beruf auf. Im Anschluss war sie 12 Jahre als Health Worker (wörtlich: „Gesundheitspersonal“) im Dienst des Department of Health beschäftigt. Danach arbeitete sie vier Jahre für das Department of Welfare als Community Developer (etwa: Sozialarbeiterin).
Ihr Engagement führte in den Vorstand von Child Welfare South Africa, einer südafrikanischen Dachorganisation zum Schutz und Förderung von Kindern sowie der Stärkung ihrer Rechte, von der die Gründung vieler gemeinnütziger Organisationen ausging. Dazu gehört die erste Kinderkrippe (Moalosi Early Childhood Development) in Tweeling (Mafube). Bei allen ihren Tätigkeiten in den Basisgemeinden wird erkennbar, dass sie sich mit der Linderung der Notlage der Schwachen und der Ausgegrenzten befasste. Daher gehörten zu ihren Tätigkeitsfeldern auch das Altersheim in Thabang, das Mafahlaneng Tele-Center sowie die Botho Center in Namahadi und Frankfort.
Die bei ihrem Sozialengagement erkennbaren Führungsfähigkeiten fielen in den lokalen ANC-Strukturen auf, wodurch sie als Mitglied gewonnen wurde und verschiedene öffentliche Funktionen übernahm. Das waren die Bürgermeisterfunktion im Tweeling Transitional Council in den Jahren 1993–1999 und als District Council Representative für die damalige Region Fezile Dabi in der Zeit 1998–1999. Schließlich wurde sie 1999 Abgeordnete in der Free State Provincial Legislature (MPL) und war da Chief Whip von 2001–2002. Ihr Weg führte sie als Parlamentsabgeordnete in die Südafrikanischen Nationalversammlung, wo sie für den ANC im Ausschuss Local Government, Housing, Labour and Home Affairs (etwa: „Regionalverwaltung, Wohnungsbau, Arbeit und Inneres“) tätig war.
Nach diesem Zeitabschnitt in der Nationalversammlung kehrte sie in das Politikmanagement ihrer Provinz zurück. Aus der Free State Provincial Legislature heraus übernahm sie ab 11. Mai 2009 die Leitung des Regierungsressorts (MEC) Social Development and Health (deutsch: „Sozialentwicklung und Gesundheit“). Im Vorfeld der Parlamentswahlen 2009 trat sie als Stellvertretende Speaker des ANC auf. Sie blieb der Basisarbeit weiterhin verbunden und übernahm verschiedene Funktionen: Schatzmeisterin des ANC-Ortsverbandes Mafahlaneng, Vorsitzende des ANCWL-Ortsverbandes Mafahlaneng und Vorsitzende der ANCWL der Region Frankfort, ferner Vorsitzende der Free State Province Womens League sowie Vorstandsmitglied des ANC-Provinzrates. Zudem ist sie Provincial Convenor des Progressive Womens Movement in der Provinz Freistaat. Im Mai 2018 wurde sie Schatzmeisterin des ANC-Provinzverbandes.
Im März 2018 schlug der ANC nach einer Tagung seines National Working Committee sie als Kandidatin für das Amt der Premierministerin in der Provinz Freistaat vor. Bei den Provinzwahlen 2019 gewann sie wieder einen Wahlkreis und wurde erneut Abgeordnete. Aus dieser Funktion heraus wählten die Mitglieder der Provinzvertretung sie zur Premierministerin.
Sefora Ntombela trat zum 24. Februar 2023 vom Posten der Premierministerin der Provinz Freistaat zurück und legte auch ihr Mandat in der Provinzversammlung nieder. Ihr Nachfolger als Premierminister wurde Mxolisi Dukwana (ANC).

## Persönliches
Sisi Ntombela ist mit Madala Louis David Ntombela verheiratet. Das Ehepaar hat zwei Söhne.